# Maciej Tomczak
Maciej Tomczak (14 de julio de 1977) es un deportista polaco que compitió en esgrima, especialista en la modalidad de sable. Ganó dos medallas en el Campeonato Europeo de Esgrima, plata en 2004 y bronce en 2003.

## Palmarés internacional
| Campeonato Europeo | Campeonato Europeo     | Campeonato Europeo | Campeonato Europeo |
| Año                | Lugar                  | Medalla            | Prueba             |
| ------------------ | ---------------------- | ------------------ | ------------------ |
| 2003               | Bourges (Francia)      | Medalla de bronce  | Sable por equipos  |
| 2004               | Copenhague (Dinamarca) | Medalla de plata   | Sable por equipos  |